# 勝利之后聖母教堂

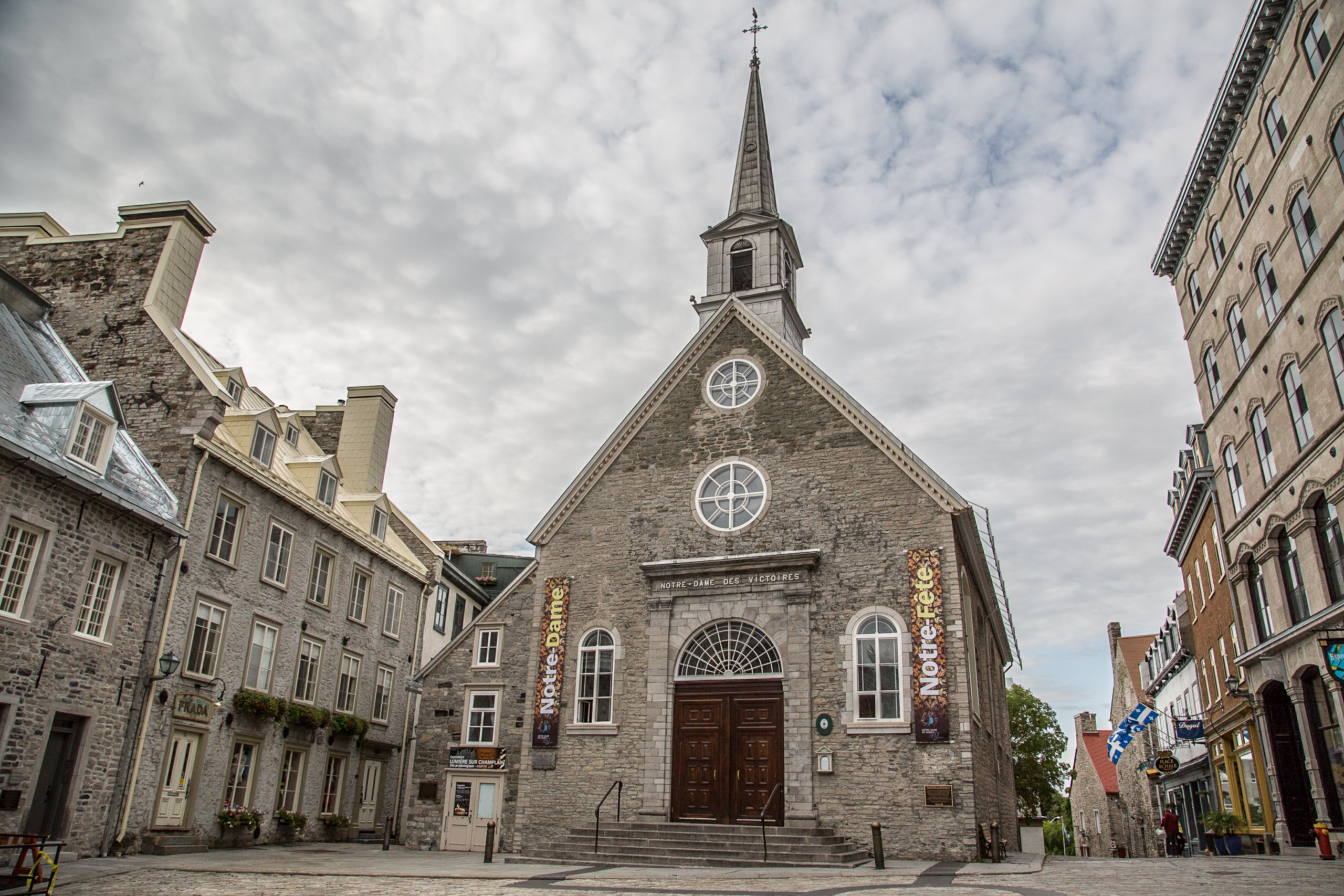

勝利之后聖母教堂（法語：Église Notre-Dame-des-Victoires）是位於加拿大魁北克市舊城區的一座羅馬天主教的石質教堂，於1687年開始修建，在1723年竣工。1816年教堂曾進行改建。1929年教堂被列為古蹟。